# Ipu
Ipu é um município brasileiro, situado no noroeste do estado do Ceará. Localizado na Mesorregião do Noroeste Cearense e na Microrregião homônima. O município é citado no romance de José de Alencar, Iracema, índia nativa que se banhava na bica, também conhecida como "a virgem dos lábios de mel".

## Toponímia
Segundo Silveira Bueno, Ipu provém do tupi antigo y-pu, que significa água que surge, que borbulha, ou seja, fonte, bica. Porém, essa etimologia não se sustenta. Pu em tupi é barulho. Ypu seria, portanto, rio barulhento.

## História

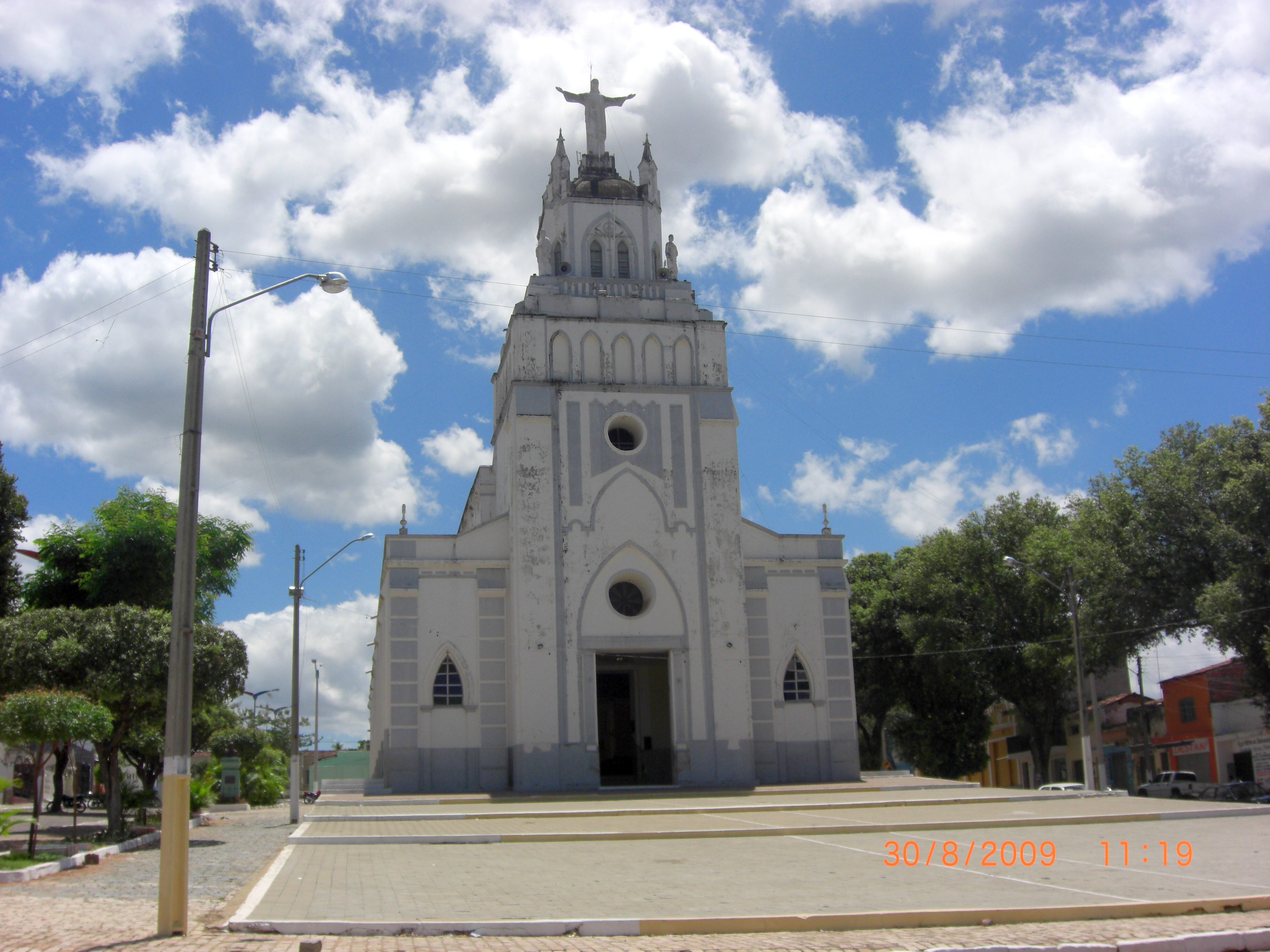
Igreja Matriz de Ipu

Inicialmente o povoado nasceu dentro das terras dadas em sesmarias pelo estado português a alguns colonos radicados em Pernambuco. Ligada às terras da Matriz de São Gonçalo da Serra dos Côcos (hoje em Ipueiras) e à sede da primeira Vila (Guaraciaba do Norte), a povoação fora construída em cima de um velho cemitério indígena. A sua praça central (chamada por seus habitantes de "Praça da Igrejinha") está localizada neste "útero inicial" em que aquela sociedade veio a nascer ainda no século XVII. A região entrou em disputa entre padres Jesuítas e colonos, até que, após a expulsão dos jesuítas do Brasil pelo Marquês de Pombal, as terras e os indígenas que nela habitavam ficaram entregues aos colonos europeus. Foram tornados escravos (ou semiescravos), os indígenas foram incorporados àquela sociedade colonial do antigo Ceará..
Apenas em 1840/41 a Vila Nova do Ipu Grande fora transformada em sede da Vila, sendo em 1885 elevada à condição de cidade. Em 1894, com a instalação da Estrada de Ferro de Sobral, a cidade passou a crescer e urbanizar-se lentamente. A economia comerciária, promovida pela ferrovia, possibilitou à classe comerciária local adquirir capitais gerados do trabalho e do comércio algodoeiro. A cidade crescia e com isso aumentavam os problemas. As elites conheceram um crescimento significativo, para depois mergulharem numa estagnação econômica acarretada pela desativação da ferrovia e do comércio a ela ligado. Nos anos 40 do século XX, a cidade mergulha num processo de decadência até culminar com o completo desmonte da ferrovia nos anos 50, 60 e 70 do século passado. Decadente, a cidade transforma-se num verdadeiro "curral-eleitoral" para a oligarquia local; momento em que a prefeitura da cidade transforma-se na maior empregadora do município. Em 1987 o então distrito Pires Ferreira, se emancipa de Ipu, transformando-se em um novo município.
Os principais bairros do Ipu são o Reino de França, o Corte, o Alto dos 14, o Pereiros, as Pedrinhas, o Bergdoff, os Canudos, a Boa Vista, a Nova Aldeota, o Cafute, a Mina, a Caixa D' Água, a Lagoa e as Casas Populares.
Os principais pontos turísticos de Ipu são a Bica de Ipu, Cachoeira do Engenho dos Belém, Igreja Matriz de São Sebastião, Igrejinha de Nossa Senhora do Desterro, Estação Ferroviária e Museu Frei Aquino.

## Demografia e Geografia

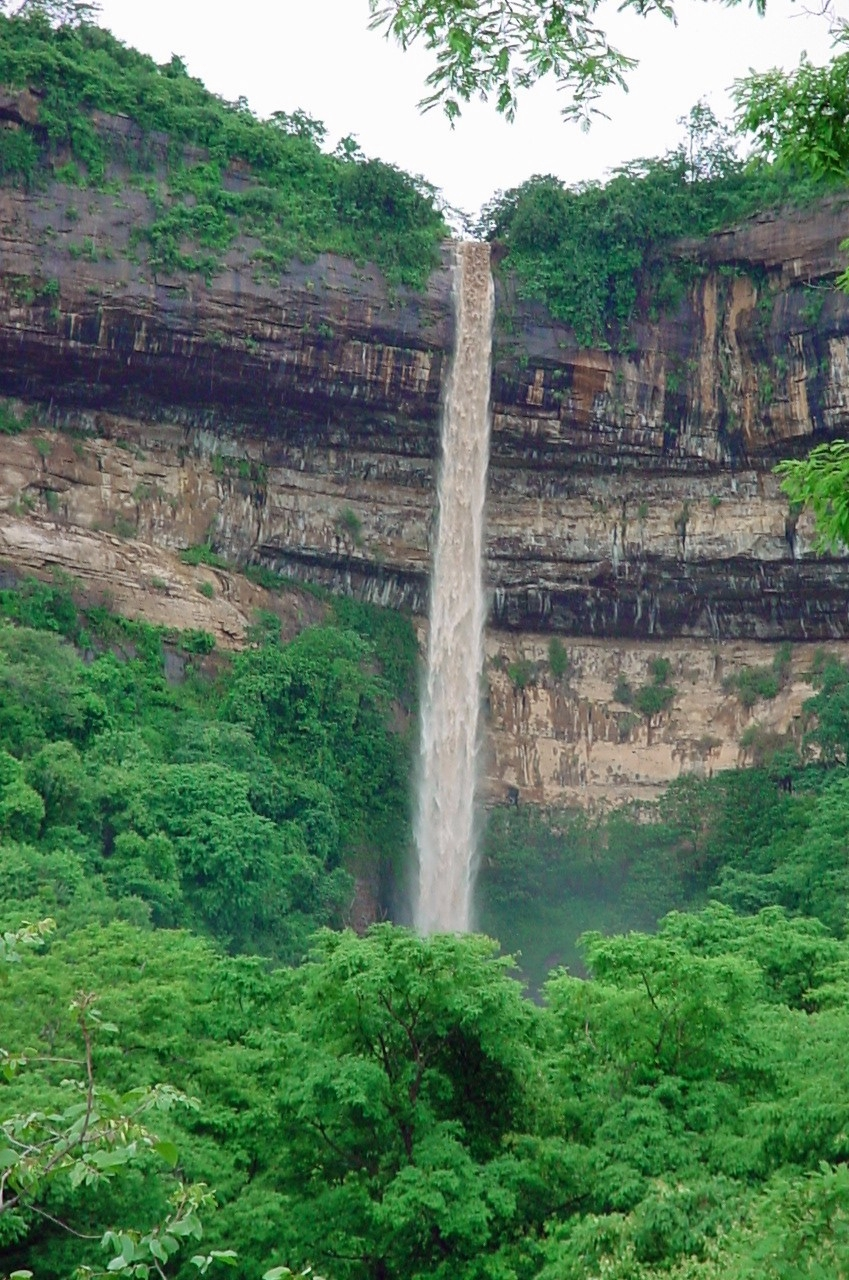
Bica do Ipu.

Sua população estimada em 2010 era de 40.296 habitantes, atualmente segundo estatísticas do IBGE 2018 a cidade conta com 41.873 habitantes. A cidade fica encravada no sopé da Serra da Ibiapaba e tem como principal atração turística a Bica do Ipu, uma queda d'água do Riacho Ipuçaba de 130 metros de altura, além da Bica do Ipu a cidade oferece mais pontos de visitação como, a Casa de Pedra, o riacho São Francisco, as cachoeiras como a do Urubu e do Engenho dos Belém e os açudes São Bento e Bonito.
Em suas primeiras manifestações de apoio eclesial, registra-se em 1740 e procedente da Vila Viçosa, a presença de alguns clérigos cujo desempenho consistiu na formação de redutos catequéticos, os quais constam do programa o pré-citado reduto. Desse trabalho missionário, cujos esforços não foram inócuos, resultou a edificação de uma capela que, por seu turno, daria lugar à Freguesia de São Gonçalo da Serra dos Cocos, o que de fato ocorreu, conforme Provisão de 30 de agosto de 1757. Com o advento do Decreto Imperial número 200, de 26 de março de 1840, transfere-se a Freguesia, até então situada em São Gonçalo da Serra dos Cocos, para São Sebastião do Ipu, compreendendo, na jurisdição desta, as capelas de Nossa Senhora da Conceição de Ipueiras e de Nossa Senhora dos Prazeres de Campo Grande Decorrido quase meio século, novas transformações se processam, desta vez com relação à mudança de hierarquia e evolução de ordem administrativa. Essa novidade tem como instrumento de apoio a Lei número 2.037, de 27 de outubro de 1883, convertendo ao título de Igreja – Matriz as capelas de São Gonçalo dos Cocos e São Sebastião do Ipu.
Demografia e História
- Data da criação: 26 de agosto de 1840
- Toponímia: Queda D’água
- Variação Toponímica: Vila Nova do Ipu Grande
- Desmembrado de Guaraciaba do Norte
- Padroeiro: São Sebastião
- Dia: 20/01

Características ambientais
- Pluviosidade: a média anual é de 1.358 mm
- Temperatura média: 26 °C a 30 °C
- Período chuvoso: janeiro a maio
- Distância da Capital "Fortaleza": 257Km
- Área Territorial: 630Km²
- Latitude: 4°,19'
- Longitude: 40°, 49'
- Altitude: 636m do nível do mar
- Clima: Tropical de altitude
- Mesorregião: Noroeste Cearense
- Microrregião: Ipu
- Limites: Norte: Reriutaba e Pires Ferreira, Sul: Ipueiras, Leste: Hidrolândia; Oeste: Guaraciaba do Norte.
- Hidrografia: Rios Acaraú, Jatobá e Inhuçu e riachos do Engenho, Mulungu, S. Félix, Albina, Gamelecia, Sambaíba e Ipuçaba.

Componentes ambientais
- Relevo: Planalto da Ibiapaba e Depressões sertanejas
- Solos: areias quartzosas distróficas, Bruno não cálcico, Latossolo vermelho-amarelo e podzólico vermelho-amarelo
- Vegetação: caatinga arbustiva aberta, floresta caducifólia espinhosa, floresta subperenifólia tropical pluvio-nebular e floresta subcaducifólia tropical pluvial.

Divisão política-administrativa
- Distritos: Abílio Martins, Flores, Várzea do Giló,Recanto e Ingazeira.

### Fósseis
A Serra da Ibiapaba possui uma riqueza fossilífera pouco conhecida, principalmente de icnofósseis, que são rastros fossilizados, ou seja, não preserva-se o corpo do animal, somente seus vestígios. A cerca de 440 milhões de anos atrás, essa região era coberta por um oceano primitivo. No Ipu, habitou a Arenactinia ipuensis, uma espécie de anêmona do mar, que além de ser o fóssil animal mais antigo do Ceará, tem grande importância no estudo da evolução das anêmonas do mar. Também, são encontrados dois icnofósseis no município: “Palaeophycus” e “Planolites”, vestígios de vermes que habitaram esse oceano primitivo. 

Esses fósseis foram registrados e estudados pelo Laboratório de Paleontologia da Universidade Estadual Vale do Acaraú (UVA), em Sobral.